# This Is Our Music (Galaxie 500)
This Is Our Music è il terzo e ultimo album in studio del gruppo musicale statunitense Galaxie 500, pubblicato nel 1990.
Il titolo dell'album deriva dall'album omonimo This Is Our Music di Ornette Coleman del 1961.

## Tracce
1. Fourth of July – 5:35
2. Hearing Voices – 3:34
3. Spook – 4:35
4. Summertime – 5:59
5. Way Up High – 4:03
6. Listen, the Snow Is Falling (Yoko Ono cover) – 7:48
7. Sorry – 4:15
8. Melt Away – 4:35
9. King of Spain, Pt. 2 – 5:07

Traccia Bonus Riedizione 1997
1. Here She Comes Now – 5:58 (Lou Reed, John Cale, Sterling Morrison)

## Formazione
- Damon Krukowski – batteria, cori
- Dean Wareham – chitarra, voce
- Naomi Yang – basso, voce (traccia 6)